# Synesarga
Synesarga är ett släkte av fjärilar. Synesarga ingår i familjen Lecithoceridae.
Kladogram enligt Catalogue of Life:
| Synesarga | \| \| Synesarga caradjai \| \| \| \| \| \| Synesarga pseudocathara \| \| \| \| |
|           | \| \| Synesarga caradjai \| \| \| \| \| \| Synesarga pseudocathara \| \| \| \| |
|           | Synesarga caradjai                                                             |
|           |                                                                                |
|           | Synesarga pseudocathara                                                        |
|           |                                                                                |